# Derambila melagonata
Derambila melagonata là một loài bướm đêm trong họ Geometridae.